# Nicky McCrimmon
Nicole McCrimmon, detta Nicky (New York, 22 marzo 1972), è un'ex cestista statunitense, professionista nella ABL e nella WNBA.

## Carriera
È stata selezionata dalle Los Angeles Sparks al quarto giro del Draft WNBA 2000 (63ª scelta assoluta).

## Palmarès
- 2 volte campionessa WNBA (2001, 2002)